# Трансиверная радиостанция

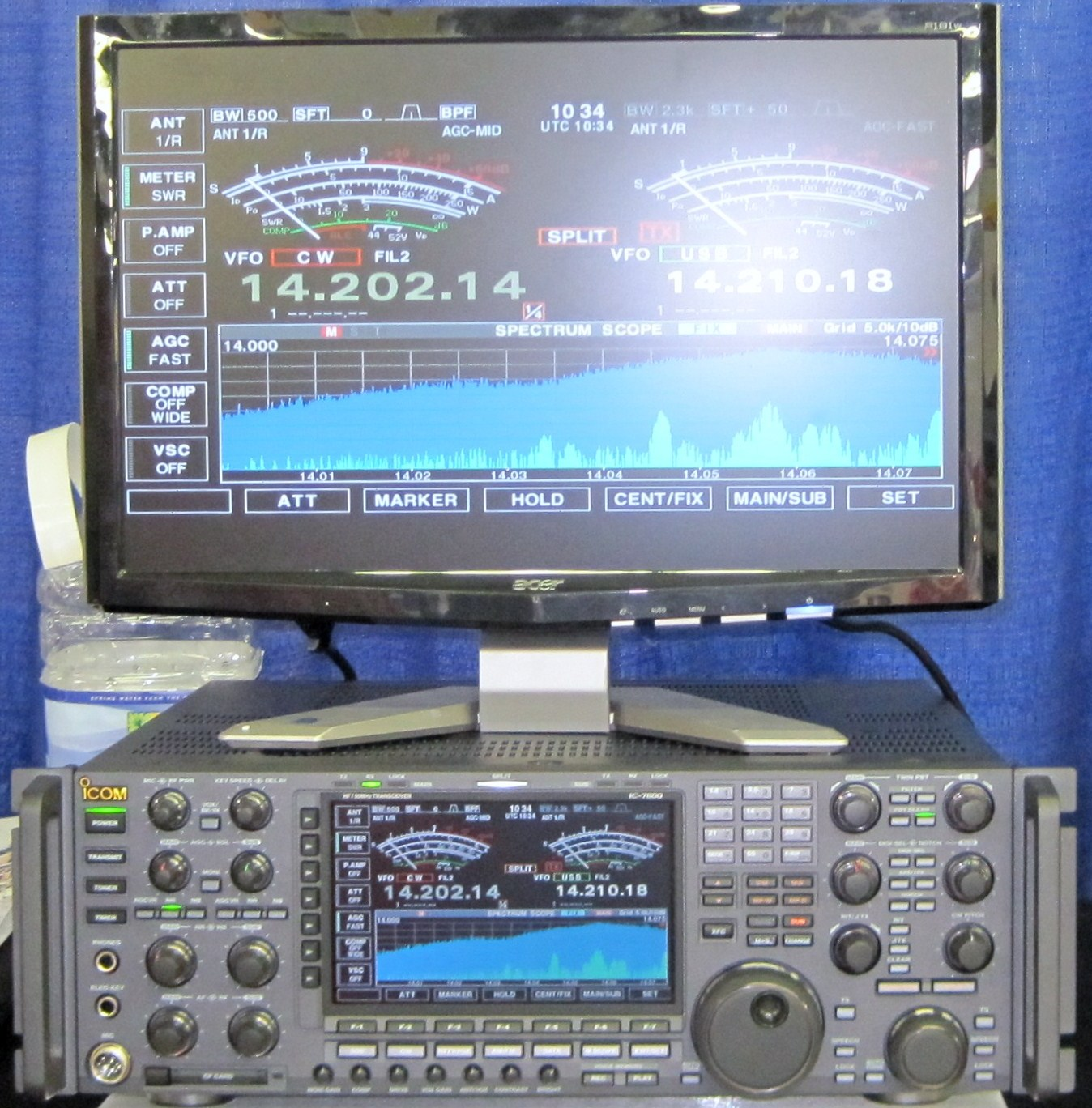
Современный трансивер Icom IC-7800 с компьютерным управлением в 19" исполнении

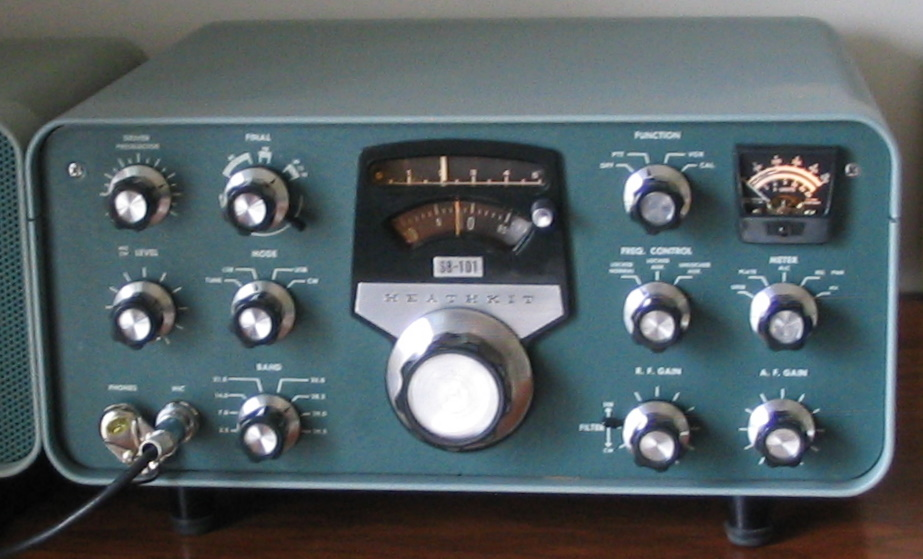
Популярный в 1960-е гг. любительский трансивер Heathkit SB-101 продавался в виде радиоконструктора

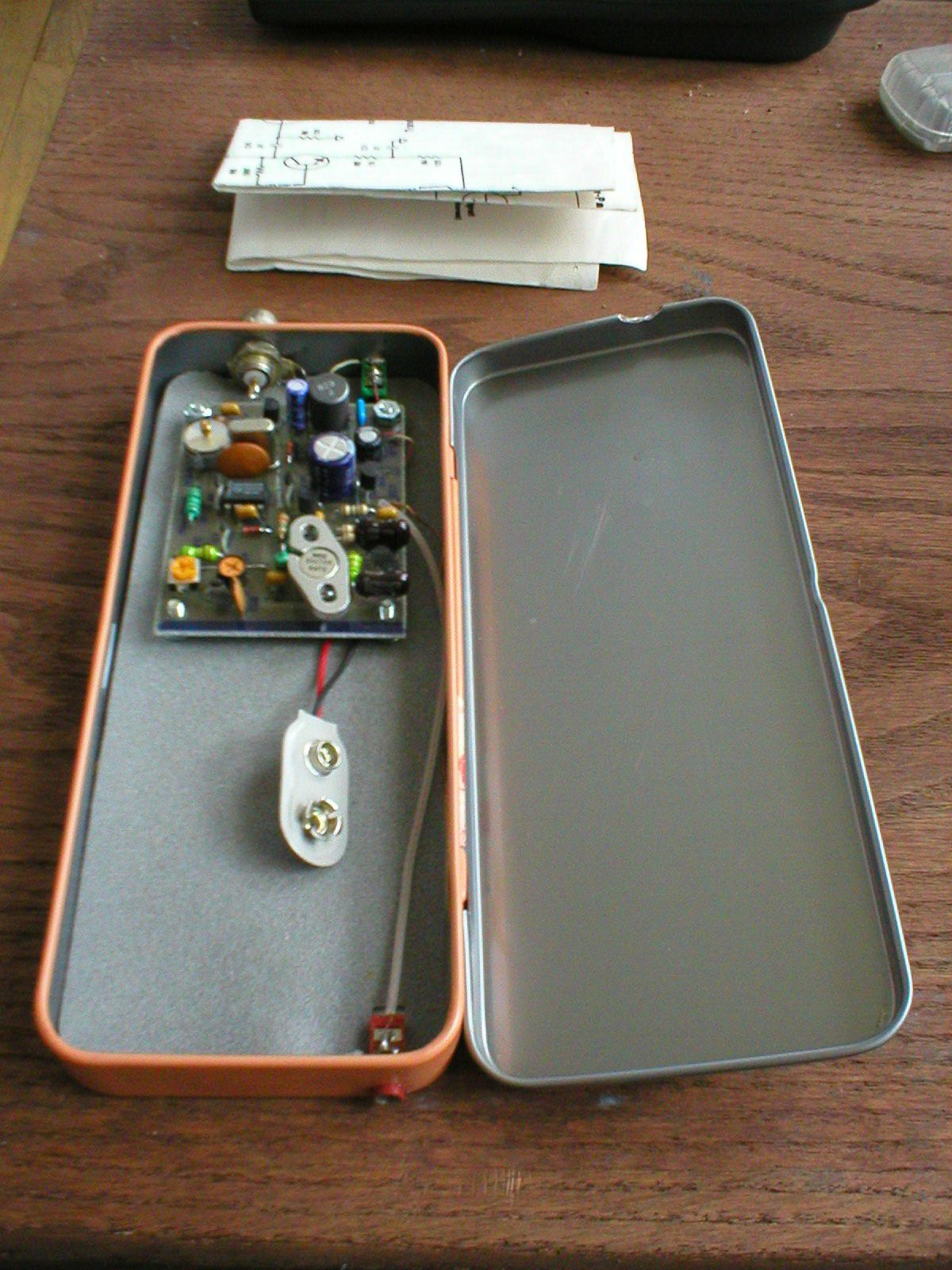
Самодельный простейший КВ трансивер особо малой мощности

Трансиверная радиостанция, трансивер, приёмопередатчик — радиостанция (техническое средство), выполненная по трансиверной схеме, когда часть функциональных узлов работает как на приём, так и на передачу. К таким узлам обычно относятся генераторы (гетеродины) и синтезаторы частот, смесители, усилительные тракты, фильтры и пр. В отличие от радиостанций, представляющих собой независимые приёмник и передатчик (например, РБМ, РСБ), в трансивере автоматически согласовываются рабочие частоты приёма и передачи, уменьшается количество органов управления, конструкция может быть легче и дешевле. 
Трансиверная схема малопригодна в случаях, когда частоты приема и передачи сильно разнесены или должны изменяться независимо. Впрочем, с появлением цифровых синтезаторов частоты (DDS) и эта проблема была решена.
В англоязычной литературе трансивером называют также приемопередатчик, выполненный в виде единого прибора, даже если приемный и передающий тракт в нем полностью разделены.